# Francesca Trivellato

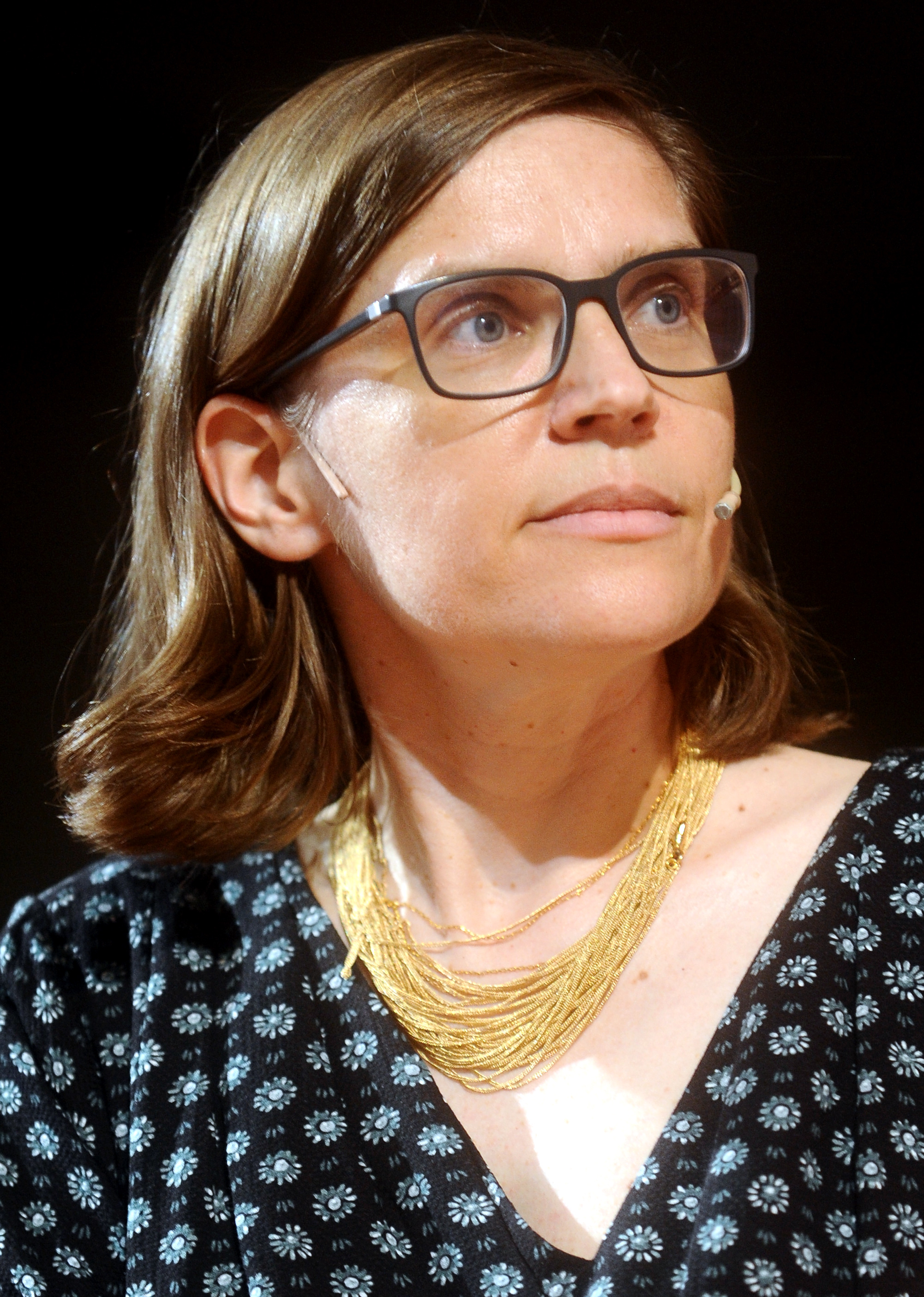
Francesca Trivellato am Festival of Economics in Trient im 2018

Francesca Trivellato (* 1970 in Padua) ist eine italienische Historikerin, Professorin und Buchautorin.

## Leben
Francesca Trivellato schloss 1995 einen Bachelor of Arts an der Universität Venedig ab. Sie erreichte 1999 einen Ph.D. in Wirtschafts- und Sozialgeschichte an der Wirtschaftsuniversität Luigi Bocconi in Mailand und 2004 einen weiteren Ph.D. in Geschichte an der Brown University.
Von 2001 bis 2003 war Trivellato Assistenzprofessorin in Venedig für frühmoderne Europäische Geschichte. Von 2004 bis 2007 hatte sie eine Assistenzprofessur für Geschichte an der Yale University inne, 2007 stieg sie zur Professorin an derselben Hochschule auf. Im Jahr 2012 wurde sie die Frederick W. Hilles Professorin, im 2017 die Barton M. Biggs Professorin. Sie war auch Gastprofessorin an der Monash University, École des hautes études en sciences sociales (2010, 2017), California Institute of Technology (2012) und Paris Institute of Political Studies (2016). Ab Juli 2018 stieß sie zur Fakultät der Geschichtswissenschaften am Institute for Advanced Study in Princeton, New Jersey. Von der Fulbright Scholarship, Radcliffe Institute for Advanced Study, American Council of Learned Societies, John Simon Guggenheim Memorial Foundation und American Academy in Berlin erhielt sie Stipendien. Sie ist seit 2017 zudem Mitherausgeberin der Zeitschriften American Historical Review und nahm dieselbe Position bei Journal of Economic History (2012–16), Jewish History (2011–15) und Journal of Modern History (2010–12) ein.
2025 wurde Trivellato zum Mitglied der American Academy of Arts and Sciences gewählt.

## Wirken
Trivellato spezialisiert sich auf das Gebiet der frühmodernen Geschichte Italiens, Europas und des Mittelmeerraums, mit Schwerpunkt auf Kultur und Organisation des Marktplatzes in einer vorindustriellen Phase anhand  von Fallbeispielen. Sie wird dabei als eine wichtige Vertreterin der methodischen Mikrogeschichte verortet. Weiters arbeitet Trivellato beispielsweise über soziale Gruppen in frühmodernem Kontext, See- und Handelsrecht, Italien in der Renaissance und den muslimischen Mittelmeerraum, Mikro- und Globalgeschichte.
Sie erwähnt in einem Essay über die Mikrogeschichte die Wichtigkeit der genauen Aufarbeitung und Analyse von Netzwerken, um zu verstehen, wie Beziehungen entstehen und sich festigen und wie die Machtverteilung abläuft. Ihre Werke trugen signifikant zum Verständnis der Organisation und Kultur des Marktes in der vorindustriellen Zeit bei. Der neuen Entwicklung gegenüber, Mikrogeschichte und Globalgeschichte miteinander zu verbinden, ist sie grundsätzlich positiv eingestellt. Sie geht davon aus, dass gerade die Tradition der italienischen Mikrogeschichte mit dem Bemühen um Methode und sorgfältige Reflexion und Relativierung von Fallbeispielen und großen Narrativen einen positiven Einfluss auf die Globalgeschichte haben kann und damit auch die Bedeutung der Mikrogeschichte gesteigert wird.

## Rezeption
In The Familiarity of Strangers beschäftigt sich Trivellato anhand des Beispiels der sephardischen Juden aus Livorno mit interkulturellem Handel im 17. und 18. Jahrhundert. Im Buch zeigt sie auf, dass interkulturelle Handelsgeschäfte Vertrautheit zwischen Fremden erzeugt und mit religiösen Vorurteilen koexistiert. 
In it, I attempted to do more than restore agency to an oppressed group or bring to light obscure commercial routes, and I have engaged with current debates in the humanities and social sciences about the analytical value of the ubiquitous term ‘cosmopolitanism’ and the role of culture and institutions in the rise of European commercial capitalism. Let me recapitulate briefly some of the insights that I borrowed and adapted from Italian microhistorians, while not limiting my inquiry to one location or one individual.
Trivellato erntete viel Lob von den Kritikern und erhielt 2010 den Jordan Schnitzer Book Award und den Leo Gershoy Prize für ihr Werk. Gemäß Edward Muir bietet Trivellato den „kommunitären Kosmopolitismus als ein neues und vielversprechendes Modell für das Verständnis von interkulturellen Wirtschaftsbeziehungen“ an und ist dadurch richtungsweisend „für zukünftige Werke in der Sozialgeschichte des frühmodernen Handels“. Laut Yosef Kaplan handelt es sich bei der Monografie von Trivellato um „Globalgeschichte in Kleinformat“ und um eines der besten Bücher über die „westliche, sephardische Diaspora“ der letzten zwanzig Jahre. Er streicht dabei heraus, dass Trivellato Elemente der Wirtschafts- und Anthropologietheorie in ihr mikrogeschichtliches Werk mit einbezieht.
Trivellatos Werk The Promise and Peril of Credit befasst sich mit der konstruierten Legende der Juden als Erfinder des Wechsels. Sie geht dem Ursprung dieses Narratives nach und zeigt auf, wie christliche Autoren darauf zurückgriffen, um die Grenzen der Kreditwürdigkeit in der modernen Welt zu definieren. Gemäß Jacob Soll veranschaulicht Trivellatos „ausgezeichnetes Buch“ die Erforderlichkeit und Kraft von „glaubwürdiger Geschichte“, um gegen „korrosive und gefährliche Legenden“ anzukommen, die heute noch bestehen.

## Schriften
- Fondamenta dei vetrai: lavoro, tecnologia e mercato a Venezia tra Sei e Settecento. Donzelli Editore, 2000. ISBN 9788879895798.
- Jews from Livorno, Italians from Lisbon, and Hindus from Goa. In: Annales. Histoire, Sciences Sociales. Band 58, Nr. 3. Editions de l’E.H.E.S.S., 2003. ISBN 9782200929725, S. 581–603.
- Images and Self-Images of Sephardic Merchants in Early Modern Europe and the Mediterranean. In: The Self-Perception of Early Modern Capitalists. Palgrave Macmillan, New York Januar 2008. ISBN 978-0-230-61781-0, S. 49–74.
- The Familiarity of Strangers: The Sephardic Diaspora, Livorno, and Cross-Cultural Trade in the Early Modern Period. Yale University, 2009, ISBN 978-0-300-13683-8.
- Is There a Future for Italian Microhistory in the Age of Global History? In: California Italian Studies. Band 2, Nr. 1. eScholarship Publishing University of California, 2011. e-ISSN 2155-7926.
- mit Christopher H. Johnson, David Sabean, Simon Teuscher (Hrsg.): Transregional and transnational families in Europe and beyond: Experiences since the middle ages. Berghahn Books, August 2011. ISBN 978-0-85745-183-5.
- Credit, Honor, and the Early Modern French Legend of the Jewish Invention of Bills of Exchange. In: Journal of Modern History. Band 55, Nr. 5 (Juni 2012). University of Chicago Press, 2012. DOI:10.1086/664732, S. 289–334.
- The Birth of a Legend: Jews and Finance in the Bordeaux Imaginary during the Seventeenth Century. In: Archives Juives. Band 47, Nr. 2. Les Belles lettres, 2014. ISBN 9782251694399, S. 47–76.
- mit Leor Halevi, Catia Antunes (Hrsg.): Religion and Trade: Cross-Cultural Exchanges In World History, 1000-1900. Oxford University Press, September 2014. ISBN 978-0199379194.
- A New Battle for History in the Twenty-First Century? In: Annales. Histoire, Sciences Sociales. Band 70, Nr. 2. Editions de l’E.H.E.S.S., 2015. ISBN 9782200929725, S. 333–343.
- The Promise and Peril of Credit: What a Forgotten Legend about Jews and Finance Tells Us about the Making of European Commercial Society. Princeton University Press, Februar 2019. ISBN 978-0691178592.